# Šepot (Star Trek: Stanice Deep Space Nine)
Šepot (v anglickém originále Whispers) je v pořadí čtrnáctá epizoda druhé sezóny seriálu Star Trek: Stanice Deep Space Nine.

## Příběh
Náčelník Miles O'Brien prolétá runaboutem červí dírou a diktuje počítači osobní deník, kde líčí, že „oni“ nechtějí, aby varoval Paradany, zároveň ale přiznává, že neví, kdo „oni“ jsou. Rekapituluje předchozí události, které vedly k tomuto okamžiku a divák je sleduje ve flashbacích.
Podezřelé věci se začaly dít, když se O'Brien vrátil ze setkání s druhem jménem Paradané, na kterém projednával bezpečnostní opatření pro chystané mírové rozhovory. Vzbudí se a zjistí, že jeho žena Keiko i jejich malá dcera Molly jsou vzhůru a snídají už v 5:30 ráno. Keiko vypadá podezřívavě a Molly nechce dát Milesovi ranní pusu. Náčelník tomu však nepřikládá žádný význam.
Při nástupu do služby zjistí, že podporučík DeCurtis začal pracovat na bezpečnostních opatřeních bez něho, a to na příkaz komandéra Siska. Rozhodne se jej navštívit a cestou za ním ho vidí povídat si s Keiko. Později Sisko nařídí O'Brienovi kompletní lékařskou prohlídku, a když se O'Brien ptá na jeho rozhovor s Keiko, dozví se, že se týkal Jakeových známek ve škole. Při podezřele důkladné lékařské prohlídce pojme O'Brien podezření, že se ostatní chovají divně, protože je nemocný. Doktor Bashir ho však propustí s tím, že je úplně zdravý.
Věci se postupně dále komplikují. Jake požádá O'Briena o pomoc s vědeckým úkolem, ale když se Miles zmíní o známkách, Jake říká, že jeho známky jsou v pořádku. Problémy, které náčelník dostane nařízeno opravit, se ukážou jako úmyslně vytvořené. Také major Kira se k němu chová neobvykle. O'Brien si začne přehrávat deníky vyšších důstojníků a po nějaké době narazí na soubory s omezeným přístupem. Zjistí, že ostatní sledují, co dělá, ale nedozví se proč. Když se Odo vrátí od Paradanů, O'Brien ho požádá o pomoc a Odo přislíbí záležitost prošetřit.
Ve svém deníku O'Brien zmíní, že při čekání na zprávy od Oda podnikl jistá přípravná opatření. Při návštěvě baru má Quark divné poznámky, přitom zavolá Odo, aby ho O'Brien navštívil. Po krátkém rozhovoru dojde O'Brien k závěru, že ani Odo není na jeho straně. Přijdou Sisko a Kira s phasery a Bashir se sedativy. Kira říká, že mu nechtějí ublížit. Díky nachystanému triku omráčí O'Brien ostatní a uteče na Promenádu. Chce se transportovat na runabout Rio Grande, ale počítač mu to nedovolí. Zahodí odznak a díky svým znalostem stanice se nakonec do runaboutu dostane. Kontaktuje admirála Rollmanovou na Hvězdné základně 401, aby ji varoval, ale ona mu přikáže vzdát se a vrátit na stanici. O'Brien poté zamíří do červí díry.
Zde končí Milesovo diktování. Miles letí do systému Parada v Gamma kvadrantu, pronásledován runaboutem Mekong. Jelikož zjistí, že ho Mekong dožene před dosažením Parady, skryje se za jedním z měsíců a když Mekong vzdá hledání a zamíří na Paradu II, následuje jej. Tam se transportuje na povrch za ostatními a najde Kiru a Siska, jak mluví s paradskými rebely. Jeden z nich ho postřelí a když se otevřou dveře do sousední místnosti, objeví se Bashir s pravým O'Brienem. Paradská vláda totiž unesla O'Briena a vytvořila klon, který měl zabít delegaci rebelů na mírovém jednání. Klon nevěděl, že je klon, Paradané ho patrně zamýšleli ve vhodném okamžiku aktivovat.
Před smrtí vysloví klon jméno Keiko a řekne pravému O'Brienovi, aby ji řekl, že ji miluje. Poté umírá.

## Zajímavosti
- V této epizodě se podruhé a naposledy objevuje admirál Rollmanová. Poprvé se tak stalo v epizodě „Poslední prolog“.
- Nový runabout Mekong se stává náhradou za Ganges zničený v předchozím díle.